# Лесногорский
Лесногорский — посёлок в Марьяновском районе Омской области России, в составе Москаленского сельского поселения.

## История
В 1969 г. Указом Президиума ВС РСФСР посёлок 4-го отделения Москаленского зерносовхоза переименован в посёлок Лесногорский.
В соответствии с Законом Омской области от 30 июля 2004 года № 548-ОЗ «О границах и статусе муниципальных образований Омской области» посёлок вошёл в состав образованного муниципального образования «Москаленское сельское поселение».

## География
Находится в лесостепи в пределах Ишимской равнины, являющейся частью Западно-Сибирской равнины.

## Население
| 2010 |
| ---- |
| 110  |

Гендерный состав
По данным Всероссийской переписи населения 2010 года в гендерной структуре населения из 110 человек мужчин — 46, женщин — 64	(41,8 и 58,2 % соответственно)
Национальный состав
Согласно результатам переписи 2002 года, в национальной структуре населения русские составляли 65 % от общей численности населения в 166 чел..

## Инфраструктура
Развитое сельское хозяйство (зерносовхоз). Личное подсобное хозяйство.

## Транспорт
стоит на автодороге «Москаленский — Лесногорское — Дачное» (идентификационный номер 52 ОП МЗ Н-185) длиной 20,40 км..